# Керол Він
Керол Він (англ. Carol Huynh, 16 листопада 1980, Гейзелтон, Британська Колумбія) — канадська борчиня, олімпійська чемпіонка, дворазова чемпіонка Панамериканських ігор, багаторазова призерка чемпіонатів світу.

## Спортивні результати на міжнародних змаганнях

### Виступи на Олімпіадах
| Змагання                    | Збірна | Вагова категорія          | Місце  |
| --------------------------- | ------ | ------------------------- | ------ |
| Літні Олімпійські ігри 2008 | Канада | жіноча боротьба, до 48 кг | Золото |
| Літні Олімпійські ігри 2012 | Канада | жіноча боротьба, до 48 кг | Бронза |

### Виступи на Чемпіонатах світу
| Змагання                        | Збірна | Вагова категорія          | Місце  |
| ------------------------------- | ------ | ------------------------- | ------ |
| Чемпіонат світу з боротьби 2000 | Канада | жіноча боротьба, до 46 кг | Бронза |
| Чемпіонат світу з боротьби 2001 | Канада | жіноча боротьба, до 46 кг | Срібло |
| Чемпіонат світу з боротьби 2002 | Канада | жіноча боротьба, до 48 кг | 5      |
| Чемпіонат світу з боротьби 2005 | Канада | жіноча боротьба, до 48 кг | Бронза |
| Чемпіонат світу з боротьби 2006 | Канада | жіноча боротьба, до 48 кг | 5      |
| Чемпіонат світу з боротьби 2007 | Канада | жіноча боротьба, до 48 кг | 5      |
| Чемпіонат світу з боротьби 2010 | Канада | жіноча боротьба, до 48 кг | Бронза |
| Чемпіонат світу з боротьби 2011 | Канада | жіноча боротьба, до 48 кг | 5      |

### Виступи на Панамериканських іграх
| Змагання                  | Збірна | Вагова категорія          | Місце  |
| ------------------------- | ------ | ------------------------- | ------ |
| Панамериканські ігри 2007 | Канада | жіноча боротьба, до 48 кг | Золото |
| Панамериканські ігри 2011 | Канада | жіноча боротьба, до 48 кг | Золото |

### Виступи на Кубках світу
| Змагання                    | Збірна | Вагова категорія          | Місце  |
| --------------------------- | ------ | ------------------------- | ------ |
| Кубок світу з боротьби 2003 | Канада | жіноча боротьба, до 48 кг | Бронза |
| Кубок світу з боротьби 2004 | Канада | жіноча боротьба, до 48 кг | Бронза |
| Кубок світу з боротьби 2006 | Канада | жіноча боротьба, до 48 кг | Срібло |
| Кубок світу з боротьби 2009 | Канада | жіноча боротьба, до 48 кг | 4      |
| Кубок світу з боротьби 2012 | Канада | жіноча боротьба, до 48 кг | 7      |

### Виступи на Іграх Співдружності
| Змагання                | Збірна | Вагова категорія          | Місце  |
| ----------------------- | ------ | ------------------------- | ------ |
| Ігри Співдружності 2010 | Канада | жіноча боротьба, до 48 кг | Золото |

### Виступи на інших змаганнях
| Змагання                                     | Збірна | Вагова категорія          | Місце  |
| -------------------------------------------- | ------ | ------------------------- | ------ |
| Austrian Ladies Open 2000                    | Канада | жіноча боротьба, до 51 кг | Бронза |
| Manitoba Open 2002                           | Канада | жіноча боротьба, до 48 кг | Золото |
| Гран-прі Німеччини з боротьби 2003           | Канада | жіноча боротьба, до 48 кг | Бронза |
| Austrian Ladies Open 2003                    | Канада | жіноча боротьба, до 48 кг | Бронза |
| Міжнародний меморіал Дейва Шульца 2004       | Канада | жіноча боротьба, до 51 кг | Золото |
| Austrian Ladies Open 2004                    | Канада | жіноча боротьба, до 48 кг | Бронза |
| Міжнародний меморіал Дейва Шульца 2005       | Канада | жіноча боротьба, до 48 кг | Золото |
| Klippan Lady Open 2005                       | Канада | жіноча боротьба, до 48 кг | Золото |
| Austrian Ladies Open 2005                    | Канада | жіноча боротьба, до 51 кг | Золото |
| Золотий Гран-прі з боротьби 2006             | Канада | жіноча боротьба, до 48 кг | Золото |
| Міжнародний меморіал Дейва Шульца 2007       | Канада | жіноча боротьба, до 48 кг | Срібло |
| Гран-прі Німеччини з боротьби 2007           | Канада | жіноча боротьба, до 48 кг | Бронза |
| Міжнародний меморіал Дейва Шульца 2009       | Канада | жіноча боротьба, до 48 кг | Золото |
| Міжнародний меморіал Дейва Шульца 2010       | Канада | жіноча боротьба, до 48 кг | Срібло |
| Гран-прі Німеччини з боротьби 2010           | Канада | жіноча боротьба, до 48 кг | Золото |
| Міжнародний меморіал Дейва Шульца 2011       | Канада | жіноча боротьба, до 48 кг | Срібло |
| Гран-прі Німеччини з боротьби 2011           | Канада | жіноча боротьба, до 48 кг | Бронза |
| Київський Міжнародний турнір з боротьби 2011 | Канада | жіноча боротьба, до 48 кг | Золото |
| Міжнародний меморіал Дейва Шульца 2012       | Канада | жіноча боротьба, до 48 кг | 4      |
| Київський Міжнародний турнір з боротьби 2012 | Канада | жіноча боротьба, до 48 кг | 7      |

### Виступи на змаганнях молодших вікових груп
| Змагання                                      | Збірна | Вагова категорія          | Місце |
| --------------------------------------------- | ------ | ------------------------- | ----- |
| Чемпіонат світу з боротьби серед юніорів 1999 | Канада | жіноча боротьба, до 46 кг | 7     |
| Чемпіонат світу з боротьби серед юніорів 2000 | Канада | жіноча боротьба, до 46 кг | 9     |

## Виноски
1. ↑   /Він/, МФА: /ˈwɪn/ — так вимовляється в'єтнамське прізвище Huynh у Канаді